# Карлос Мартінес де Ірухо-і-МакКін
Дон Карлос Фернандо Мартінес де Ірухо-і-МакКін Такон-і-Ермітаж, 2-й маркіз Каса Ірухо, герцог Сотомайор (ісп. Carlos Fernando Martínez de Irujo y McKean Tacón y Armitage; 14 грудня 1802 — 26 грудня 1855) — іспанський дипломат і політик, міністр закордонних справ, голова Ради міністрів Іспанії впродовж двох місяців 1847 року. Був сином колишнього державного секретаря Карлоса Мартінеса де Ірухо.